# Хайдингсфельдер, Франц
Франц Ксавьер Хайдингсфельдер (нем. Franz Xaver Heidingsfelder; 2 декабря 1882, Вайцендорф, сегодня часть Вольфрамс-Эшенбах — 7 февраля 1942, Регенсбург) — немецкий историк, профессор и ректор Философско-богословского университета в Регенсбурге; брат Георга Хайдингсфельдера.

## Биография
Франц Ксавьер Хайдингсфельдер родился 2 декабря 1882 года в Вайцендорфе: сегодня это часть Вольфрамс-Эшенбаха. После окончания средней школы, Хайдингсфельд изучал католическую теологию и был рукоположен в священники в Айхштетте. Тем не менее, после года церковной деятельности, он продолжил свое обучение: начал изучать историю в университете Вюрцбурга. В 1911 году, под руководством Антора Хруста (Anton Julius Chroust, 1864—1945), он защитил кандидатскую диссертацию по истории Айхштетского княжества-епископства: «Условия в Айхштетском княжестве в конце Средневековья и причины крестьянской войны».
После этого Франц Хайдингсфельдер работал в «Обществе франкской истории» (Gesellschaft für fränkische Geschichte) при епископском архиве (Regesta) в Айхштетте, пока в 1915 году не был назначен профессором по истории церкви и искусств в лицее, являвшемся предшественником Философско-богословского университета Регенсбурга (Philosophisch-theologische Hochschule Regensburg). 11 ноября 1933 года Франц Хайдингсфельдер был среди более 900 ученых и преподавателей немецких университетов и вузов, подписавших «Заявление профессоров о поддержке Адольфа Гитлера и национал-социалистического государства». С 1937 по 1939 год Хайдингсфельдер являлся ректором университета; скончался 7 февраля 1942 года.

## Память
В честь Франца Хайдингсфельдера и его брата в их родном городе названа улица «Professor-Heidingsfelder-Straße».

## Работы
- Die Regesten der Bischöfe von Eichstätt. (Bis zum Ende der Regierung des Bischofs Marquard von Hagel 1324) (= Veröffentlichungen der Gesellschaft für Fränkische Geschichte. 6. Reihe: Regesten fränkischer Bistümer. Bd. 1, ZDB-ID 504322-0). Palm & Enke, Erlangen 1915—1938.
- Die vorgotischen Kirchen Regensburgs. In: Das Bayerland, Bd. 36, 1925, ISSN 0174-3813, S. 584—597.
- Heinrichs II. Beziehungen zu Regensburg. In: Verhandlungen des Historischen Vereins für Oberpfalz und Regensburg. Bd. 75, 1925, ISSN 0342-2518, S. 89-118.
- Die selige Stilla von Abenberg. In: Sammelblatt des Historischen Vereins Eichstätt. Bd. 40/41, 1925/1926, ISSN 0936-5869, S. 46-66.

## Семья
Брат: Георг Хайдингсфельдер (1887—1943) — католический богослов, профессор Философско-теологического колледжа в Айхштетте.